# Célestin II (pape éphémère)
Pour les articles homonymes, voir Célestin II et Célestin.
Né au XIe siècle, le cardinal-prêtre Teobaldo Boccapecora est élu pape, sous le nom de Célestin II, le 15 décembre 1124 de façon tout à fait régulière, à l'unanimité des votants, pour succéder à Calixte II. Il était déjà âgé et son élection venait après l'échec d'un candidat de compromis entre plusieurs partis rivaux. Dès le lendemain, cependant, alors qu'il assiste à un Te Deum en présence des cardinaux, il est attaqué et violenté par des hommes affiliés au parti concurrent de celui qui l'a fait élire, tandis qu'un autre cardinal est proclamé pape sous le nom d'Honorius II par les agitateurs.
Célestin II est considéré généralement dans les listes de papes comme un antipape, sans doute du fait que ses partisans continuèrent un temps à se réclamer de lui. Son cas est plutôt à rapprocher de celui du pape éphémère Étienne, mort avant d'être couronné. À cette époque, le couronnement primant l'élection, ni Étienne, ni Célestin II ne sont considérés comme des papes « valables », puisque le pontificat de l'un comme de l'autre s'est terminé avant même d'avoir pu commencer (voir également le cas de Grégoire XI).
Notons enfin que puisque ce pape n'est pas reconnu par les listes de papes, son nom et son numéro ont été repris par le pape légitime Célestin II, le 26 septembre 1143 (voir l'article Nom de règne des papes).